# 비르자이구

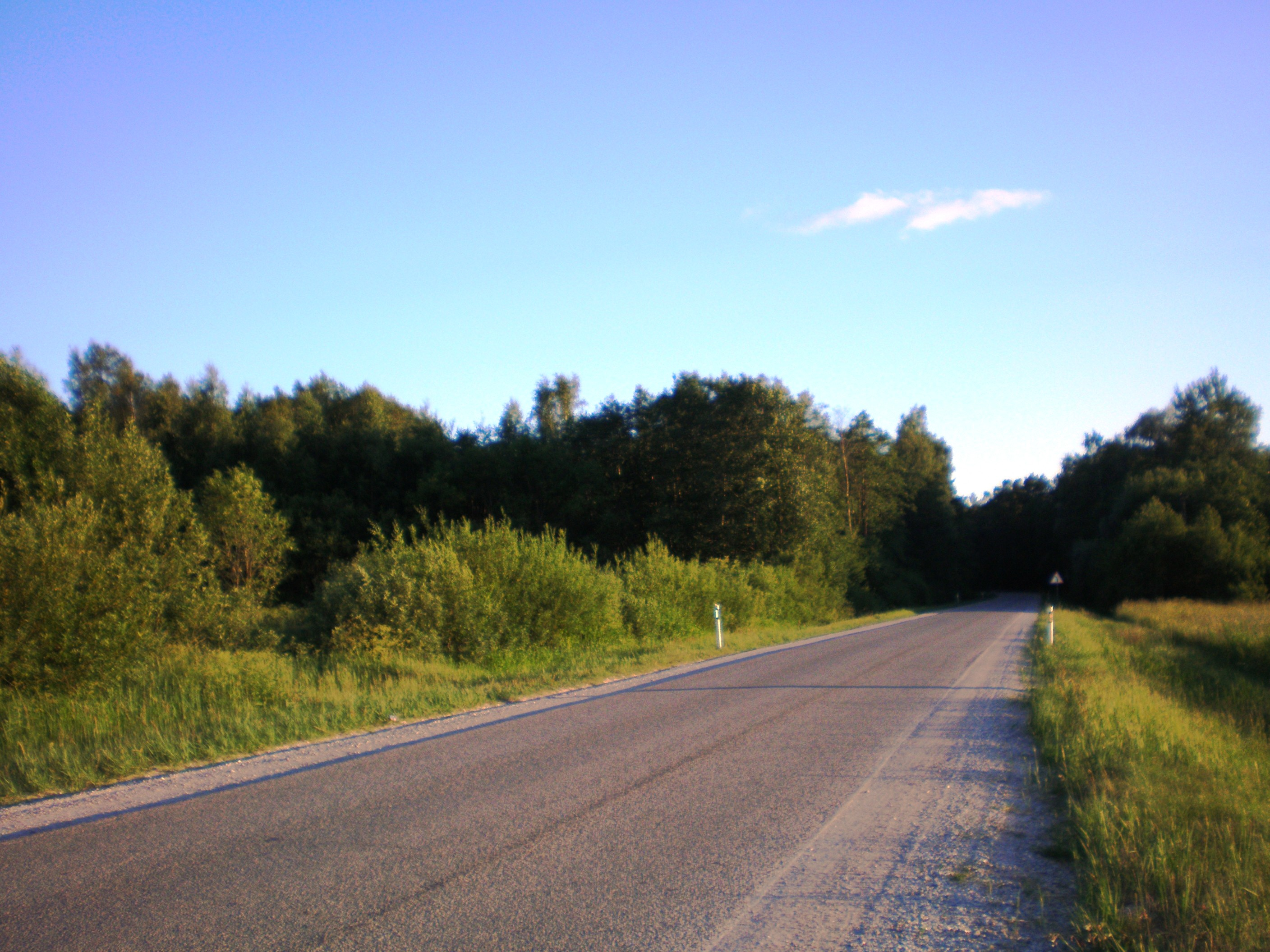
비르자이구에 위치한 녹색 숲

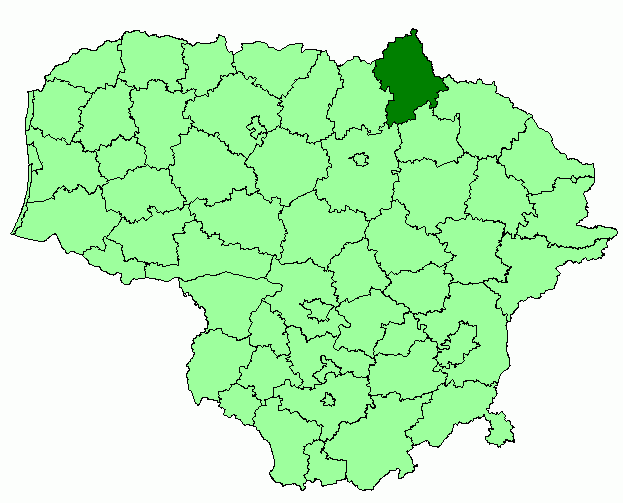
비르자이구의 위치

비르자이구(리투아니아어: Biržų rajono savivaldybė)는 리투아니아 파네베지스주를 구성하는 6개 지방 자치체 가운데 하나로 행정 중심지는 비르자이이며 면적은 1,476km2, 인구는 25,937명(2015년 기준), 인구 밀도는 17.6명/km2이다. 8개 장로구를 관할한다. 파네베지스주 파스발리스구, 파네베지스구, 쿠피슈키스구, 로키슈키스구와 접하며 북쪽으로는 라트비아와 국경을 접한다.

지방 자치체 문장